# Coccobius pistacicolus
Coccobius pistacicolus är en stekelart som först beskrevs av Yasnosh 1968.  Coccobius pistacicolus ingår i släktet Coccobius och familjen växtlussteklar. Inga underarter finns listade i Catalogue of Life.